# Верхняя Покровка (Саратовская область)
Верхняя Покровка — деревня в Перелюбском районе Саратовской области, в составе сельского поселения Нижнепокровское муниципальное образование.
Население - 65 (2010)

## История
Основана в 1890 году крестьянами-переселенцами из Черниговской, Харьковской, Полтавской, а также Тамбовской и Пензенской губерний. Приставку "Верхняя" в названии деревня получила по своему географическому расположению чуть выше по течению Камелика, чем основанные несколькими годами ранее две другие Покровки.
Верхняя Покровка значится в Списке населённых мест Самарской губернии 1900 года значится как деревня Нижне-Покровской волости Николаевского уезда. Согласно источнику население деревни составляли русские, малороссы и мордва, всего 643 человека (по состоянию на 1897 год), за сельским обществом числилось 2056 десятин удобной арендованной у казны земли
Согласно Списку населённых мест Самарской губернии 1910 года деревню населяли бывшие государственные крестьяне, малороссы, православные, 629 мужчин и 537 женщин, имелась школа.
В 1913 году открылась земская школа.
Осенью 1918 года во время Уральского похода В.И. Чапаева при Покровках велись ожесточённые бои.
В годы коллективизации в деревне был организован колхоз "Заря свободы". В послевоенное время деревня постепенно пустела, колхоз был поглощён более крупными хозяйствами, школа закрылась. К концу советской эпохи Верхняя Покровка была небольшим населённым пунктом Нижне-Покровского сельсовета.

## Физико-географическая характеристика
Деревня находится в Заволжье, на левом берегу реки Камелик. Высота центра населённого пункта - 42 метра над уровнем моря. Рельеф местности равнинный. Почвы: в пойме Камелика - пойменные нейтральные и слабокислые, выше по склону - почвы округлисто-пятнистые, западинные, солонцы луговатые (полугидроморфные) и лугово-каштановые.
Деревня расположена в 25 км по прямой в юго-западном направлении от районного центра села Перелюб. По автомобильным дорогам расстояние до районного центра составляет 30 км, до областного центра города Саратов - 370 км, до города Пугачёв - 150 км, до Самары - 210 км.
Часовой пояс
Верхняя Покровка, как и вся Саратовская область, находится в часовой зоне МСК+1. Смещение применяемого времени относительно UTC составляет +4:00.

## Население
Динамика численности населения по годам:
| Годы      | 1897 | 1910 | 1918 | 1926 | 2002 |
| --------- | ---- | ---- | ---- | ---- | ---- |
| Население | 776  | 1166 | 819  | 400  | 114  |

| 2002 | 2010 |
| ---- | ---- |
| 114  | ↘65  |